# Francoski buldog
Francoski buldog je majhna pasma psov iz skupine buldogov, ki jo vzrejajo kot spremljevalce in družinske pse. Znani so po svojem igrivem in trmastem značaju.

## Izvor pasme
Poreklo je težko dokazati. Francozi so ponosni na to pasmo, saj obstajata dve različici izvora. Po eni različici je bil mali buldog pri njih doma od nekdaj, po drugi strani pa naj bi se pojavil konec 19. stoletja, tik preden ga je naslikal slikar Touluse-Lautrec. Taka podoba je neizpodbiten dokaz, da je francoski buldog obstajal že pred dobrim stoletjem, seveda se je bistveno razlikoval od ostalih buldogov, bil je ljubek, živahen, nič divji ali nevaren.

### Opis pasme
Pasmo uvrščamo med male molose. Njegov videz je masiven. Tehta od 8 do največ 14 kilogramov, ko je odrasel. Glava je široka, oglata, čelo je plosko. Priznane barve francoskega buldoga so: progasta, bela s črnimi lisami, favn. Posebnost pri pasmi se kaže v tem, da ima pokončna ušesa, tako imenovana netopirjeva ušesa, ta podajajo obrazu tipičen izraz, so srednje dolga in široka ob nasadišču. Telo ima čokato ter mišičasto, ki pa ga ne sme ovirati pri normalnem gibanju.

### Lastnosti pasme
Družaben, prikupen, zelo mil in ljubezniv do otrok, dominanten do drugih živali, primeren za življenje v stanovanju, bistroumen spremljevalec za nešportne ljudi. Večjih psov se ne boji, je igriv, radoveden, živahen. Ni preveč zagret za čuvanje in lajanje. Zaradi konstrukcije majhne glave ima ovirane dihalne poti ter ne oddaja toplote, zaradi tega tudi hrope zato težko prenaša vročino. Zelo se pa rad sonči. Za vzdrževanje dlake zadostuje redno krtačenje z gumijasto rokavico za ščetkanje in kopel enkrat na mesec ali na dva meseca.